# Bignonia potosina
Bignonia potosina là một loài thực vật có hoa trong họ Chùm ớt. Loài này được (K.Schum. & Loes.) L.G.Lohmann mô tả khoa học đầu tiên năm 2010.